# 矮山兰
矮山兰（学名：Oreorchis parvula）为兰科山兰属下的一个种。

## 扩展阅读
- 維基物種上的相關：矮山兰